# Dallas Stars
A Dallas Stars egy profi jégkorongcsapat az amerikai profi jégkorongligában vagy közismert nevén National Hockey League-ben. A csapat székhelye a Texas állambeli Dallas. 1993 óta tagja az NHL-nek, amikor is a Minnesota North Stars ide átköltözött. Jelenleg a Nyugati Főcsoport központi divíziójában szerepel.

## A franchise története
A Minnesota North Stars-ot 1967-ben alapították. A Met Centerben játszottak Bloomington-ban. Kezdetben sikeres volt a csapat, de a hetvenes évek közepére gazdasági problémák léptek fel néhány gyenge szezon miatt. 1978-ban a befolyásos Gund fivérek megvették a csapatot, akik a Cleveland Barons tulajdonosai is voltak, mely szintén anyagi gondokkal küszködött (előtte California Golden Seals). A két csapatot összeolvasztották és megtartották a Minnesota North Stars nevet, de az Adams divízióban maradtak. Az összeolvasztásnak köszönhetően lett néhány tehetséges játékos a csapatban mely az 1980–1981-es NHL-szezonban elérte a Stanley-kupa döntőt, de ott öt meccs alatt kikaptak a New York Islanderstől. A 90-es évek elején a tulajdonosok a San Francisco-öböl területére akarták vinni a csapatot, de az NHL ezt megtagadta, mert ott egy új csapatot kezdtek alapítani, a San Jose Sharks-ot. A következő szezonban a csapat elvesztette a Pittsburgh Penguins ellen a Stanley-kupa döntőt. A következő évben a tulajdonos Norman Green megkapta az engedélyt, hogy a csapat a Dallas-i Reunion Arenában játszhasson ahol az új nevük Dallas Stars lett. Az 1993–1994-es NHL-szezonban a rájátszásban kikaptak a Vancouver Canucks-tól. Green eladta a csapatot Tom Hicks-nek. Az 1998–1999-es NHL-szezonban a csapat megnyerte az első Stanley-kupáját a Buffalo Sabres ellen. Az 1999–2000-es NHL-szezonban a csapat szintén bejutott a döntőbe de ott a New Jersey Devils legyőzte. A 2001–2002-es NHL-szezonban a csapat az American Airlines Centerbe költözött.

## Jelentősebb játékosok

### Csapatkapitányok
Megjegyzés: ez a lista nem tartalmazza a jogelőd csapatok kapitányait
- Mark Tinordi, 1993–1995
- Neal Broten, 1995
- Derian Hatcher, 1995–2003
- Mike Modano, 2003–2006
- Brenden Morrow, 2006–2013
- Jamie Benn, 2013–jelenleg

### Visszavonultatott mezszámok
| #  | Játékos          | Poszt       | Pályafutás      | Visszavonultatás ideje |
| -- | ---------------- | ----------- | --------------- | ---------------------- |
| 7  | Neal Broten      | Center      | 1981–1995, 1997 | 1998. február 7.       |
| 8  | Bill Goldsworthy | Jobb szélső | 1967–1977       | 1992. február 15.      |
| 9  | Mike Modano      | Center      | 1989–2010       | 2014. március 8.       |
| 19 | Bill Masterton   | Center      | 1967–1968       | 1987. január 17.       |
| 26 | Jere Lehtinen    | Jobb szélső | 1995–2010       | 2017. november 24.     |
| 56 | Szergej Zubov    | Védő        | 1996–2009       | 2022. január 28.       |

### A Hírességek Csarnokába beválasztott játékosok
- Brett Hull, JSz, 1998–2001, 2009-ben beválasztva
- Joe Nieuwendyk, C, 1995–2002, 2011-ben beválasztva
- Ed Belfour, K, 1997–2002, 2011-ben beválasztva
- Mike Modano, C 1989–2010, 2014-ben beválasztva

### Első körös draftosok
Megjegyzés: ez a lista nem tartalmazza a jogelődök draftjait.
- 1993: Todd Harvey (9. helyen)
- 1994: Jason Botterill (20. helyen)
- 1995: Jarome Iginla (11. helyen)
- 1996: Ric Jackman (5. helyen)
- 1997: Brenden Morrow (25. helyen)
- 1998: Nem draftolt az 1. körben
- 1999: Nem draftolt az 1. körben
- 2000: Steve Ott (25. helyen)
- 2001: Jason Bacashihua (26. helyen)
- 2002: Martin Vagner (26. helyen)
- 2003: Nem draftolt az 1 körben
- 2004: Mark Fistric (28. helyen)
- 2005: Matt Niskanen (28. helyen)
- 2006: Ivan Visnyovszkij (27. helyen)
- 2007: Nem draftolt az 1. körben
- 2008: Nem draftolt az 1. körben
- 2009: Scott Glennie (8. helyen)
- 2010: Jack Campbell (11. helyen)
- 2011: Jamie Oleksiak (14. helyen)
- 2012: Radek Faksa (13. helyen)
- 2013: Valerij Nyicsuskin (10. helyen), Jason Dickinson (29. helyen)
- 2014: Julius Honka (14. helyen)
- 2015: Gyenisz Gurjanov (12. helyen)
- 2016: Riley Tufte (25. hely)
- 2017: Miro Heiskanen (3. hely) és Jake Oettinger (26. hely)
- 2018: Ty Dellandrea (13. hely)
- 2019: Thomas Harley (18. hely)
- 2020: Mavrik Bourque (30. hely)
- 2021: Wyatt Johnston (23. hely)
- 2022: Lian Bichsel (18. hely)
- 2023: Nem draftolt az 1. körben
- 2024: Emil Hemming (29. hely)

### A csapat legeredményesebb játékosai
- Ez a lista a Dallas Stars és az összes jogelőd csapatot játékosát tartalmazza
- Megjegyzés: M = meccsek száma, G = gólok száma, A = asszisztok száma, P/M = pont/meccs

| Játékos         | Poszt | MSz  | G   | A   | P    | P/M  |
| --------------- | ----- | ---- | --- | --- | ---- | ---- |
| Mike Modano     | C     | 1459 | 557 | 802 | 1359 | .93  |
| Neal Broten     | C     | 867  | 274 | 593 | 867  | 1.00 |
| Brian Bellows   | BSZ   | 753  | 342 | 380 | 722  | .96  |
| Dino Ciccarelli | JSz   | 602  | 332 | 319 | 651  | 1.08 |
| Bobby Smith     | C     | 572  | 185 | 369 | 554  | .97  |
| Szergej Zubov   | V     | 839  | 111 | 442 | 553  | .66  |
| Dave Gagner     | C     | 609  | 247 | 287 | 534  | .88  |
| Brenden Morrow  | Bsz   | 788  | 234 | 279 | 528  | .65  |
| Jamie Benn*     | BSz   | 585  | 218 | 299 | 517  | .88  |
| Jere Lehtinen   | Jsz   | 875  | 243 | 271 | 514  | .58  |

| Játékos          | Poszt | G   |
| ---------------- | ----- | --- |
| Mike Modano      | C     | 557 |
| Brian Bellows    | BSz   | 342 |
| Dino Ciccarelli  | JSz   | 332 |
| Neal Broten      | C     | 274 |
| Bill Goldsworthy | JSz   | 267 |
| Dave Gagner      | C     | 247 |
| Brenden Morrow   | BSz   | 243 |
| Jere Lehtinen    | BSz   | 243 |
| Steve Payne      | BSz   | 228 |
| Jamie Benn*      | BSz   | 218 |

| Játékos         | Poszt | A   |
| --------------- | ----- | --- |
| Mike Modano     | C     | 802 |
| Neal Broten     | C     | 593 |
| Szergej Zubov   | V     | 442 |
| Brian Bellows   | BSz   | 380 |
| Bobby Smith     | C     | 369 |
| Dino Ciccarelli | JSz   | 319 |
| Tim Young       | C     | 316 |
| Craig Hartsburg | V     | 315 |
| Jamie Benn*     | BSz   | 299 |
| Dave Gagner     | C     | 287 |

Megjegyzés: A * az aktív játékosokat jelöli

### A csapat és a játékosok által elnyert trófeák
Stanley-kupa
- 1999

Elnöki trófea
- 1998, 1999

Clarence S. Campbell-trófea
- 1999, 2000, 2020

Art Ross-trófea
- Jamie Benn: 2015

Conn Smythe-trófea
- Joe Nieuwendyk: 1999

Frank J. Selke-trófea
- Jere Lehtinen: 1998, 1999, 2003

Lester Patrick-trófea
- Neal Broten: 1998

Roger Crozier Saving Grace Award
- Ed Belfour: 2000
- Marty Turco: 2001, 2003

William M. Jennings-trófea
- Ed Belfour és Roman Turek: 1999

Első All-Star Csapat
- Jamie Benn: 2014

Második All-Star Csapat
- Jamie Benn: 2015

## Klubrekordok
Pályafutási rekordok (csak a (North) Stars-szal)
- Legtöbb gól: 557, Mike Modano
- Legtöbb gólpassz: 802, Mike Modano
- Legtöbb pont: 1359, Mike Modano

Szezonrekordok
- Legtöbb gól: 55, Dino Ciccarelli (1981–1982) és Brian Bellows (1989–1990)
- Legtöbb gólpassz: 76, Neal Broten (1985–1986)
- Legtöbb pont: 114, Bobby Smith (1981–1982)
- Legtöbb pont (hátvéd): 77, Craig Hartsburg (1981–1982)
- Legtöbb pont (újonc): 98, Neal Broten (1981–1982)
- Legtöbb kiállitásperc: 378, Basil McRae (1987–1988)

Kapusrekordok – szezon
- Legtöbb shutout: 9, Marty Turco (2003–2004)
- Legtöbb győzelem: 41, Marty Turco (2005–2006)

## Lásd még
- A Dallas Stars játékosainak listája
- A Dallas Stars által draftolt játékosok listája